# Bäckertjärnen (Burträsks socken, Västerbotten)
Bäckertjärnen är en sjö i Skellefteå kommun i Västerbotten och ingår i Bureälvens huvudavrinningsområde.